# Campionati mondiali di sci di velocità 2025
I Campionati mondiali di sci di velocità 2025, sono stati la quattordicesima edizione della manifestazione organizzata dalla Federazione Internazionale Sci e Snowboard e si sono svolti dal 21 al 27 marzo 2025 a Vars, in Francia, sulla pista Chabrières.
Dal 17 al 20 marzo si sono svolte le gare di recupero di Coppa del Mondo, con la conclusione della stagione e l'assegnazione delle coppe di cristallo; il programma iridato ha avuto inizio il 21 marzo e ha subito diverse modifiche. In particolare, la finale, inizialmente prevista con partenza dalla sommità, è stata eseguita da un punto più basso rendendo quindi non valido ogni potenziale record.
Sia al maschile che al femminile si sono riconfermati i Campioni uscenti: il francese Simon Billy e l'italiana Valentina Greggio. Simone Origone, vincitore della coppa del mondo ha concluso terzo.
Per la categoria S2 Junior, a causa del maltempo, si è potuta eseguire una sola run: la semi-finale del 21 marzo secondo la quale sono state assegnate le medaglie.

## Risultati

### S1 uomini
| Data     | Ora   | Evento      | Note     | Vincitore   | Velocità    |
| -------- | ----- | ----------- | -------- | ----------- | ----------- |
| 21 marzo | 10:00 | Run 1       | 215 km/h | Simon Billy | 213,16 km/h |
| 25 marzo | 10:30 | Run 2       | 215 km/h | Simon Billy | 214,63 km/h |
| 26 marzo | 10:30 | Semi-finale | 220 km/h | Simon Billy | 226,37 km/h |
| 27 marzo | 10:30 | Finale      | 225 km/h | Simon Billy | 229,13 km/h |

### S1 donne
| Data     | Ora   | Evento      | Note     | Vincitore         | Velocità    |
| -------- | ----- | ----------- | -------- | ----------------- | ----------- |
| 21 marzo | 10:00 | Run 1       | 215 km/h | Valentina Greggio | 212,27 km/h |
| 25 marzo | 10:30 | Run 2       | 215 km/h | Valentina Greggio | 209,35 km/h |
| 26 marzo | 10:30 | Semi-finale | 220 km/h | Valentina Greggio | 223,51 km/h |
| 27 marzo | 10:30 | Finale      | 225 km/h | Valentina Greggio | 225,73 km/h |

### S2J uomini
| Data     | Ora   | Evento      | Vincitore | Velocità    |
| -------- | ----- | ----------- | --------- | ----------- |
| 21 marzo | 10:00 | Semi-Finale | Enzo Vita | 169,69 km/h |
| 21 marzo | 11:45 | Finale      | Annullata | Annullata   |

### S2J donne
| Data     | Ora   | Evento      | Vincitore       | Velocità    |
| -------- | ----- | ----------- | --------------- | ----------- |
| 21 marzo | 10:00 | Semi-Finale | Pauline Sabatut | 170,51 km/h |
| 21 marzo | 11:45 | Finale      | Annullata       | Annullata   |

## Classifica finale

### S1 Uomini
| Posizione | Nome                       | Velocità (km/h) | Differenza (km/h) |
| --------- | -------------------------- | --------------- | ----------------- |
| 1         | Simon Billy                | 229.13          | 0.00              |
| 2         | Manuel Kramer              | 228.45          | 0.68              |
| 3         | Simone Origone             | 227.24          | 1.89              |
| 4         | Jukka Viitasaari           | 226.88          | 2.25              |
| 5         | Tawny Wagstaff             | 226.77          | 2.36              |
| 6         | Radim Palán                | 225.87          | 3.26              |
| 7         | Michal Bekes               | 224.38          | 4.75              |
| 8         | Bastien Montès             | 223.63          | 5.50              |
| 9         | Olof Abrahamsson           | 223.25          | 5.88              |
| 10        | Philippe May               | 222.71          | 6.42              |
| 11        | Marc Amann                 | 222.70          | 6.43              |
| 12        | Axel Månhammar Abrahamsson | 222.37          | 6.76              |

### S1 Donne
| Posizione | Nome                    | Velocità (km/h) | Differenza (km/h) |
| --------- | ----------------------- | --------------- | ----------------- |
| 1         | Valentina Greggio       | 225.73          | 0.00              |
| 2         | Agnes Abrahamsson       | 218.42          | 7.31              |
| 3         | Clea Martinez           | 216.85          | 8.88              |
| 4         | Siri Kling Andersson    | 214.05          | 11.68             |
| 5         | Cornelia Thun Sandström | 210.93          | 14.80             |
| 6         | Maelle Loridon          | 209.76          | 15.97             |

### S2J Uomini
| Posizione | Nome                 | Velocità (km/h) | Differenza (km/h) |
| --------- | -------------------- | --------------- | ----------------- |
| 1         | Enzo Vita            | 169.69          | -0.00             |
| 2         | Matias Labit         | 168.03          | -1.66             |
| 3         | Fredrik Eaton        | 167.73          | -1.96             |
| 4         | Clement Sol          | 166.75          | -2.94             |
| 5         | Pierre Sabatut       | 166.65          | -3.04             |
| 6         | Elia Brizio          | 166.58          | -3.11             |
| 7         | Andrea Beligni       | 166.37          | -3.32             |
| 8         | Alexis Fourquet      | 165.98          | -3.71             |
| 9         | Matthew Mccallum     | 165.06          | -4.63             |
| 10        | Nolan Ribet          | 161.77          | -7.92             |
| 11        | Oihan Constantin     | 160.82          | -8.87             |
| 12        | Sacha Lheritier      | 158.15          | -11.54            |
| 13        | Brendan Saint Germes | 157.96          | -11.73            |

### S2J Donne
| Posizione | Nome              | Velocità (km/h) | Differenza (km/h) |
| --------- | ----------------- | --------------- | ----------------- |
| 1         | Pauline Sabatut   | 170.51          | -0.00             |
| 2         | Amanda Ribbegardh | 166.48          | -4.03             |
| 3         | Villemo Andersson | 163.81          | -6.70             |
| 4         | Elorri Etcheverry | 154.89          | -15.62            |
| DNS       | Lilou Revol       |                 |                   |